# Fayón
Fayón è un comune spagnolo di 396 abitanti situato nella comunità autonoma dell'Aragona.
In paese, la lingua più diffusa è, da sempre, il catalano. Fayón fa parte infatti della subregione catalanofona conosciuta sotto il nome di Frangia d'Aragona.